# Клан Джардін

Гребінь клану Джардін.

Герб вождів клану Джардін.

Клан Джардін (шотл. — Clan Jardine) — один з кланів рівнинної частини Шотландії — Лоуленду.
Гасло клану: Cave adsum — Будьте обережні (лат.)
Символ клану: гілка квітучої яблуні
Землі клану: Дамфрішир
Вождь клану: Сер Вільям Муррей Джардін Епплгірт (шотл. — Sir William Murray Jardine Applegirth) — XIII баронет Апплгарт
Резиденція вождя клану: Замок Еш-хаус (шотл. — Ash House)
Історичні резиденції вождя клану: Замок Спедлінс-тауер (шотл. — Spedlings Tower), замок Джардін-холл (шотл. — Jardine Hall)

## Історія клану Джардін

### Походження клану Джардін
Назва клану Джардін походить від французького слова Jardin — Жардін — сад. Історик та спеціаліст по родоводам Блек писав, що предки вождів клану Джардін були садівниками чи були власниками великого саду.
Предок вождів клану Джардін — один з норманських лицарів ду Жардон (фр. — du Jardon) прийшов в Англію з Нормандії разом з королем Вільгельмом Завойовником. У Шотландії вперше назва клану зустрічається в королівських грамотах щодо власності абатства Келсо та абатства Аброат від 1153 року, де згадується Вамфредус де Джардін (шотл. — Wamfredus de Jardin). У 1178 році в королівських грамотах щодо земельної власності Роберта Брюса та абатства Аброат згадується Гамфрі де Джардін (шотл. — Humphrey de Jardin).
Назва клану Джардін зустрічається у середньовічних документах у формі де Гардінус (шотл. — de Gardinus). Зокрема, згадується Патрік де Гардінус, що був капеланом єпископа Глазго на початку XIII століття. Сер Гамфрі де Гардіно згадується в грамотах щодо земель Аннадейл у 1245 році.
Клан Джардін згадується в документі «Рагман Роллс» — присязі, яку підписали вожді шотландських кланів на вірність англійському королю Едварду І Довгоногому у 1296 році. Там значиться вождь клану Джорден дель Орхард (шотл. — Jorden del Orchard) — власник земель Лінлітгоу.
Основна лінія вождів клану Джардін у XIV столітті жила в місцевості Епплгірт в долині річки Аннан, що в Дамфрісширі. Першою резиденцією вождів клану Джардін був замок Спедлінс-тауер, що був закинутий у кінці XVII століття. З цього замку вожді клану Джардін переїхали на інший берег річки і жили в замку Джардін-холл. Згідно історичних переказів причиною цього переїзду був привид мельника, що докучав людям у замку Спедлінс-тауер. Колись цього мельника кинули в підземелля замку і він там помер від голоду.

### XVI століття—англо-шотландські війни
Сер Олександр Джардін Епплгірт брав активну участь у захисті кордону Шотландії під час англійських вторгнень у XVI столітті. У 1524 році сер Олександр Джардін разом з лордом Максвелл атакували англійську армію біля Карлайлу і розбили її, взявши в полон більше 300 англійських воїнів. Син Олександра Джардіна — Джон Джардін зітнувся з англійськими військами у 1547 році, коли лорд Вортон з армією більше 5000 воїнів напав на землі Аннадейл. Під час цього вторгнення землі клану Джардін були розорені і сплюндровані. У цьому році клан Джардін у відповідь напав на англійські землі і спустошував їх.
Клан Джардін підтримав клан Джонстон, що був союзником королеви Шотландії Марії Стюарт під час боротьби за трон Шотландії. Але коли королева вийшла заміж за графа Ботвелла, клан Джардін заявив, що він підтримує принца Джеймса VI. Для підтримки клану вождь клану Джардін мав отримувати періодично гроші від архієпископа Глазго, але ці кошти так ні разу і не були сплачені.

### XVII—XVIII століття
Джон Джардін — нащадок у четвертому поколінні сера Олександра Джардіна, одружився з Маргарет Дуглас — сестрою І герцога Квінсберрі. Їх старший син — Олександр Джардін отримав титул баронета Нової Шотландії у 1672 році. IV баронет Джардін жив на континенті, прийняв католицьку віру і став лицарем Суверенного Мальтійського Ордену. Він помер у 1790 році, йому успадкував його старший брат — сер Вільям Джардін. VII баронет Джардін — сер Вільям Джардін став відомим автором і редактором наукових праць з природничої історії.

### Сучасна історія клану
Сер Вільям Джардін — ХІІ баронет Джардін і XIII вождь клану Джардін був активним громадським діячем Шотландії і працював у Комітеті ради вождів шотландських кланів.